# William Morris
William Morris (Walthamstow, 1834. március 24.  – London, 1896. október 3.) angol festőművész, iparművész, író, költő, szocialista aktivista. Neve szorosan kapcsolódik a preraffaelita testvériséghez és az angol Arts and Crafts mozgalomhoz.

## Élete
William Morris jómódú család gyermeke, de felnőtté válásától gazdaságilag saját lábán állt. A gyermekkora óta fennálló természetszeretetét és a középkori környezet iránti vonzalmát későbbi baráti kapcsolatai is fokozták. Az Oxfordi Egyetemen életre szóló barátságot kötött Edward Burne-Jones, teológia szakos hallgatótársával. Elhatározták, hogy építészeti tanulmányaikra koncentrálnak, s Londonba költöztek.
1856-ban találkozott a preraffaelita Rosettivel, akire az ifjak írásai nagy hatást gyakoroltak. A következő években azt kutatták, miképpen hidalhatók át a művészeti ágak és az alkalmazott művészetek közti szakadékok. Bár a továbbiakban is foglalkozott költészettel, tevékenysége – vállalkozásai – egyértelműen az alkalmazott művészetek felé fejlődtek. Egyre világosabbá vált számára, hogy a művészet és a társadalom elválaszthatatlanok egymástól, aktiv politikai szerepeket vállalt, 1883-ban belépett a szociáldemokraták szövetségébe, később – haláláig – igazgatóként irányította az Arts and Crafts Exhibition Sociality munkáját. A művészeti iparral és annak társadalmi helyzetével foglalkozó követőivel továbbfejlesztett szellemi mozgalma megalapozójává vált a következő korszak emberi környezetjavító törekvéseinek (De Stijl, Werkbund, Bauhaus stb.).

## Életrajza
A család legidősebb gyermekeként gyermekkorát Woodford Hall-ban töltötte, az eppingi erdőség területén, Kelet-Angliában. Apja tőzsdei bróker, aminek alapján William is szerencsés befektetéseinek köszönhetően már fiatalon kényelmes magánbevételhez jutott. Londonba kerülésük után találkoztak a preraffaelita Rossettivel akinek hatása alá kerülvén feladta az építészetet a festészetért. Rossetti a művészek egy csoportját szervezte az új Oxford Union épületfreskóinak elkészítésére. Morris csatlakozott és Artúr király legendájának egy jelenetét festette meg. Ez idő alatt találkozott Jane Burdennel (Janey). Rossetti folyvást szép nők után kutatott, modellnek, és Janey, feltűnő arca, melankolikus arckifejezése, és dús, sötét haja megragadta képzeletét. Morris barátai számára sokként hatott mikor Morris megkérte a lány kezét. Mivel munkásosztálybeli lány volt, társadalmilag elfogadhatatlan választás volt Morris családja számára, akik nem jelentek meg az esküvőn.
1859-ben vette el Janeyt és barátját, Philip Webbet kérte meg közös otthonuk megtervezésére. A "vörös ház"-nak Red House nevezték el, vöröstégla homlokzata miatt. Kent vidéki házainak stílusában épült, téglaépítése, masszív tölgy lépcsői különlegessé tették, kívülről festői gótikus látványt nyújtott, dolgozószobáját az Artúr mondakör jeleneteivel díszítette, melyhez Morris maga festett növényzetet, madarakat a régi tapéták stílusában. Fokozatosan, bizonyos idő elteltével hímzett falikárpitokkal, ólomüveg ablakokkal, csempékkel, bútorokkal, fém-, és üvegmunkákkal teltek meg a helységek. 
William Morris és Janey boldogok voltak ebben a korai időszakban. Két lányuk is itt született.
Szakmailag továbbképezte magát a nyersanyagok, megmunkáló technológiák és a köztes anyagok viselkedésében, az erőviszonyok és anyagminőségek megértésében.
Gyakori vendégeik voltak Edward Burne-Jones és felesége, Georgina, Rossetti és felesége, Lizzie, Philip Webb, Ford Maddox Brown, Arthur Hughes, Charles Faulkner és nővére, Kate, aki később tervezett is a társaság számára. A költő, Algernon Charles Swinburne, és Janey nővére, Bessy, gyakorlott hímző. Rengeteg étel és bor, jó humor és praktikus viccek voltak állandóan terítéken. Ekkor merült fel komolyabban egy, a magasabb körök számára dolgozó dekoratív művészeti cég megalapításának gondolata. Némi változtatások után ez a Morris & Co. nevet kapta. Sajnálatos módon ekkorra már el kellett hagyniuk a Vörös Ház épületét, egy praktikusabb hely érdekében.
Az egyetlen ház melyhez Morris igazán kötődött Kelmscott Manor volt, a Temze felső folyásánál. 1867-ben Rossetti újra modellnek kérte Janeyt és intenzív- az ő részéről indiszkrét kapcsolatot kezdett folytatni vele – csodáló portrék festésével és élveteg versek írásában fejeződött ki. Míg Rossetti Kelmscott-ban volt, Morris hosszú utazásokat tett északra, legújabb lelkesedésének, az északi mondáknak hódolva.
Rossetti viselkedése elválással végződött. Janeyt gyakran kiközösítették, és William, magát okolva abbéli sikertelenségében, hogy boldoggá tegye szép feleségét, minden energiáját munkájába ölte, aminek folytán nagy reputációra tett szert.

## Szakmai munkássága

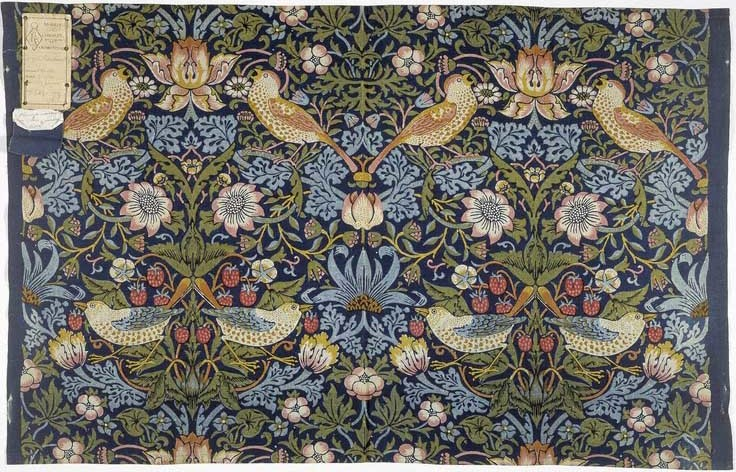
Epertolvaj, 1883

Még korábban a Red House berendezésekor szerzett tapasztalatok eredményeképpen alakult meg 1861-ben a Morris, Marshall, Faulkner and Company. ez a vállalkozás, amelyben Rossetti, Madox Brown, Jones, Hughes és mások, megmutatta , hogyan hidalható át a képzőművészetekés az alkalmazott művészetek közötti szakadék.
A konvencionális megvalósítási módok nem léteztek Morris számára. Hitte, hogy a tárgyak alakját meghatározza anyaguk és funkciójuk. Ennek megfelelően mielőtt elkezdhetett volna egy tervezést meg kellett értenie az anyag megformálásának teljes folyamatát, erővonalait és egyéb tulajdonságait. Elvben azt szerette volna, hogy egy tárgy a készítő és a tárgy közti szoros kapcsolatból alakuljon ki azzal, hogy a készítő saját képzeletének egy részét adja bele a folyamatba. Ezt az érzést a középkori szakembereknél találta meg. Ez az esszenciája a későbbi "Arts and Crafts" mozgalom ismérveinek is.
Az 1862-es világkiállításon festett bútorokat és színes üvegmunkákat mutattak be. Morris egyes jeleneteket és kartonokat is tervezett. Kezdetben egyszerűbb (Százszorszép), később hatásosabb, erőteljesebb mintázatú tapétákat is tervezett (Jázmin). E munkáiban tudatosan szembehelyezkedve a South Kensington Shool of Design elveivel, arra törekedett, hogy tapétái a természetet pótolják a lakásban . Ezen kívül 1873-tól bútorszöveteket is, 1878-tól szőnyegeket, 1879-től falikárpitokat is tervezett. Esetenként régi kézműves technikákat is felelevenített (pl. növényi alapanyagú textilfestékekkel).
A mintakészítési stílus, melyet Morris kifejlesztett, nagyban különbözött a viktoriánus korszakból fennmaradtaktól, melyeket a realisztikusan modellezett beállítások és erős színek jellemeztek. Bár Morris a természetet használta inspirációul, nagy lelkesedéssel nyúlt a középkori kéziratokban talált mintákhoz. Gyűjtötte ezeket, valamint a csodált hímzéseket és tapétákat. Jóllehet sokkal többet dolgozott dekoratív elrendezésű lapos sémákkal. Az eperlopó – egyik leghíresebb, és legtovább kedvelten használt mintája, igen speciális, valójában egész mindennapi körülmények között született Kelmsott Manorban. Egy nap Morris a madarakat nézte mint találják meg az ágak közt az eperszemeket. Erős meggyőződése volt, hogy struktúra nélkül tervezésnek nincs értelme. teóriáját a történelmi kárpitok tanulmányozásában alapozta meg. Ekkor készítette el három fő motívumát is. Terveinek kivitelezési időigényessége miatt drágák voltak, de ennek ellenére a 70-es és a 80-as évek elején is vállalkozása jövedelmezőnek bizonyult.

## Irodalmi, költészeti hagyatéka
Morris továbbra sem hagyott fel az irodalommal, költeszettel:
- 1870-es évek: The Life and Death of Jason c. kötet.
- 1868-70: The Earthly Paradise
- 1871-1873: izlandi utazások izlandi sagák fordítása

1877-ben közreműködött a történelmi jelentőségű építészeti műemlékek túlbuzgó felújításának megakadályozására szervezkedő Society for the Protection of Ancient Buildings szervezésében.

## Művészeti jelentősége és hatása
Azon kevés művész egyike, akik nevét rögtön azonosítják egy az egész világon mindenki által ismert stílussal. Különleges ember volt, aki nem csak teoretizált hanem meg is valósította elgondolásait. E folyamat során a minták mestere lett mind az ólomüvegezés mind a csempefestés, a tapéták, a szövés, a kárpitkészítés, a finomnyomás, vagy a könyvkötés területén is. Újraélesztette a növényi festés hagyományát. A belső dekoráció készítését és a díszítőművészeteket fejlődési folyamatukban változtatta meg. A textil történetének tudósa lett, verseket és novellákat írt, lefordított északi családregényeket, tervezésből végezte felsőbb tanulmányait, a középkori templomok karakterének megőrzéséért kampányolt, és szignifikánsan együttműködött a szociális mozgalmakkal. Halálakor orvosa így búcsúzott: 10 ember számára elég eredményt ért el életében.
Szerelem és szépség volt a két fő elem, és az egyszerűséget szorgalmazta. „Soha nem voltam még olyan gazdag család otthonában, ami nem nézett volna ki sokkal jobban, egy kertben, a berendezés 9/10-edének elégetésével rendezett tűzijáték után. – hozzátéve, hogy talán a konyhában találhatók még valamire való használati tárgyak. Morris óriási inspirációs bázist hagyott ránk tervezéseiben és művészeti megközelítésében. Az általa a hímzések számára megadott maximák érvényesek bármely mesterségre: "Nincs értelme bármi olyan dologgal foglalkozni, ami nem feltűnően szép.”

## Magyarul megjelent művei
- T. J. Holmesː Szocializmus. Mit akarnak a szocialisták? / William Morrisː A gyári munka; ford. Izsák Sándor; Magyar Szocialista Munkás Szövetség, New York, 1922
- Az ideális gyár; ford. Mohay Béla; in: Hagyomány és egyéniség. Az angol esszé klasszikusai; vál. Európa Könyvkiadó munkaközössége, közrem. Ruttkay Kálmán, Ungvári Tamás, utószó Abody Béla, jegyz. Abádi Nagy Zoltán; Európa, Bp., 1967
- A világ-túlja erdő; ford. Tandori Dezső; Eri, Bp., 2006 ISBN 963 809 095 2
- Hírek Seholországból, avagy egy nyugalmas korból; ford. Csanálosi Rolanɗ; Líceum, Eger, 2015 ISBN 978 615 5509 24 7
- Kézműves esztétika. William Morris válogatott írásai; vál., ford., utószó Keresztes Balázs; Kijárat, Bp., 2018